# Església de la Mare de Déu de l'Assumpció (la Palma d'Ebre)
La Mare de Déu de l'Assumpció és una església dins del nucli urbà de la població de la Palma d'Ebre, al bell mig del terme i delimitada pels carrers de l'Església, de Dins i Baronia de Barcelona i la plaça de l'Església. L'església nova de Palma d'Ebre va ser començada a la fi del segle xviii, segurament pel poc aforament i pel mal estat de conservació de l'antiga església. Donat que durant la guerra del Francès les obres restaren aturades, aquesta fou finalitzada vers el 1802 però no fou consagrada fins a l'any 1823 a la Mare de Déu de l'Assumpció.
Temple de tres naus amb capelles laterals i absis poligonal, amb el creuer cobert per una cúpula de grans dimensions. La nau central està coberta per una volta de canó amb llunetes, dividida en tres tramades per arcs torals sostinguts per pilars amb capitells i entaulaments profusament decorats. Les naus laterals estan cobertes per voltes d'aresta, les quals enllacen amb les capelles laterals, que presenten molt poca profunditat i estan emmarcades per pilars de les mateixes característiques que els de la nau central. El creuer, no marcat en planta, presenta el mateix sistema de coberta que la nau. La volta de l'absis és poligonal, de tres cares decorades amb llunetes. Precedint el presbiteri hi ha la darrera tramada de la volta central. Recolzat damunt dels quatre arcs de mig punt del creuer hi ha el cimbori, de planta octogonal i volta estrellada. Als costats del presbiteri hi ha dues sagristies bessones de planta quadrada i als peus de l'església el cor, sostingut per una volta rebaixada. Al seu costat hi ha el baptisteri, amb el mateix sistema de coberta que les naus laterals. L'església s'il·lumina mitjançant finestres d'arc rebaixat obertes als murs laterals i finestres ovalades situades al cimbori de la cúpula.
L'interior del temple està profusament decorat. La façana principal presenta un portal d'accés rectangular emmarcat per pilastres bastides amb carreus ben desbastats, que sostenen un fris decorat i un frontó triangular motllurat. Damunt seu hi ha una fornícula apetxinada amb la imatge de la patrona, amb el mateix emmarcament que la porta, tot i que amb el frontó semicircular. Per sobre hi ha una finestra rectangular motllurada i una petita obertura circular, corresponent a la ventilació de la teulada. La façana presenta un coronament ondulat damunt del qual hi ha una petita espadanya sense campana. De fet, el campanar està situat a un extrem del parament. És de base quadrada, amb el cos central poligonal dividit en dues parts i un llanternó de dimensions més petites a la part superior. Les obertures per les campanes són de mig punt. La construcció és bastida en pedra desbastada de diverses mides, disposada regularment i lligada amb morter. La part superior del campanar és bastida en maons.